# 土井利制
土井 利制（どい としのり）は、三河刈谷藩の第3代藩主。刈谷藩土井家6代。

## 生涯
明和5年（1768年）2月26日、第2代藩主土井利徳の長男として生まれる。天明3年（1783年）12月18日、従五位下・兵庫頭に叙位・任官する。天明7年（1787年）12月16日、父の隠居で家督を継いだ。
寛政元年（1789年）8月、江戸城和田倉門番に任じられる。しかし病弱であり、藩政を家臣に任せて顧みなかったため、寛政2年（1790年）には領内で一揆が起こり、その不手際で翌寛政3年（1791年）に幕府から処罰されている。藩財政も逼迫する中での寛政6年（1794年）3月13日に死去した。享年27。

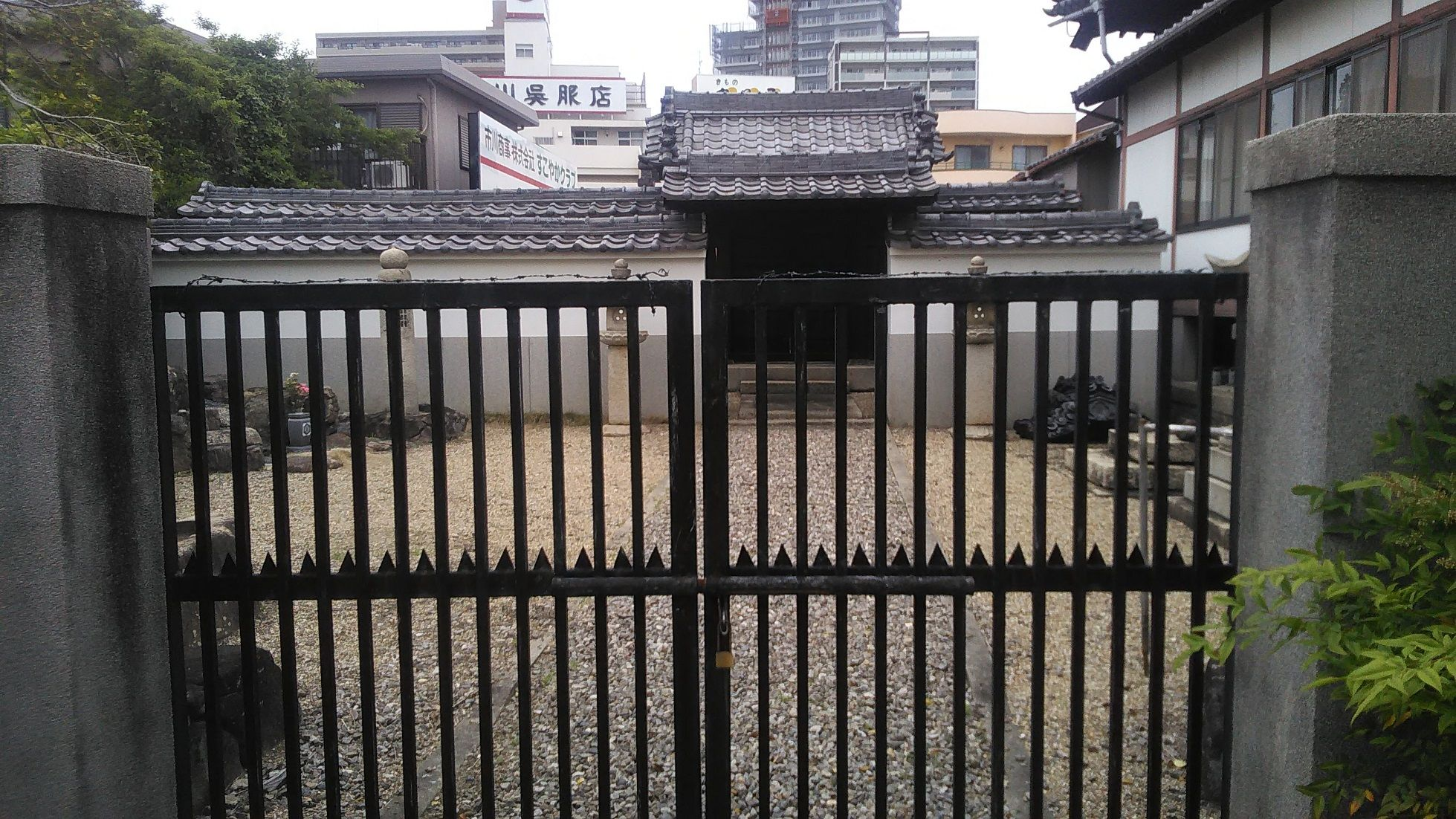
土井家廟所(刈谷市十念寺)

跡を弟で養子の利謙が継いだ。

## 系譜
父母
- 土井利徳（父）
- 利紀 - 松平忠宜の娘（母）

子女
- 種姫

養子
- 土井利謙 - 利徳の次男